# 王之都
王之都（1564年—1615年），字爾章，號曙峯，山東濟南府新城縣人，明朝政治人物。

## 生平
王耿光子。嘉靖甲子二月二十日生，治诗经。萬曆十年（1582年）壬午科山東鄉試第六十五名舉人，二十三年（1595年）乙未科會試第二百名，廷試三甲第一百六十八名進士。吏部觀政，四月授河南沔池縣知縣，任內文教大興，二十五年（1597年）以回避，調補山西宁晋县，二十六年調柏鄉縣知縣，二十七年調密云县，三十年升户部主事，三十二年管滸墅鈔關，三十四年管象房，三十五年升郎中，遼東管粮，本年丁憂，三十八年補户部雲南司郎中，本年升開封府知府，懲奸除惡，當地人為其在包孝肅祠右立祠紀念。四十三年調補平凉知府，未赴任卒，崇祀新城鄉賢祠。

## 家族
曾祖王伍，善行載县志。祖王麟，教授、累贈通議大夫户部左侍郎。父王耿光，讓贡，載县志，府经历。母邊氏、韓氏，生母高氏。慈侍下。兄王之屏（庠生）、王之翰（國子生封禮部郎中）、王之垣（壬戌進士、户部左侍郎）、王之輔（户部员外郎）、王之城（同知）、王之猷（丁丑進士、参政）、王之盐、王建中。弟王之棟（庠生）、王時中、王在鎬、王謨。
娶李氏，子象壮、象萃、象需、象咸、象颐、象渐、象随。